# Józó Aoki
Józó Aoki (10. duben 1929 – 23. duben 2014) byl japonský fotbalista. Na svém kontě má jeden start za japonskou reprezentaci.

## Klubová kariéra
Hrával za Chiyoda Life.

## Reprezentační kariéra
Józó Aoki odehrál za japonský národní tým v roce 1955 celkem 1 reprezentační utkání.

## Statistiky
| Japonsko | Japonsko | Japonsko |
| Roky     | Záp.     | Góly     |
| -------- | -------- | -------- |
| 1955     | 1        | 0        |
| Celkem   | 1        | 0        |